# Plaques en acier perforées

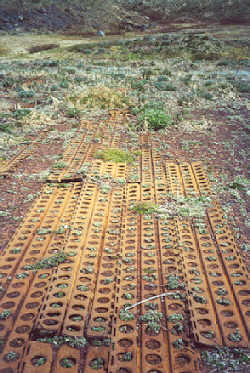
Plaques PSP sur un ancien aérodrome en Alaska

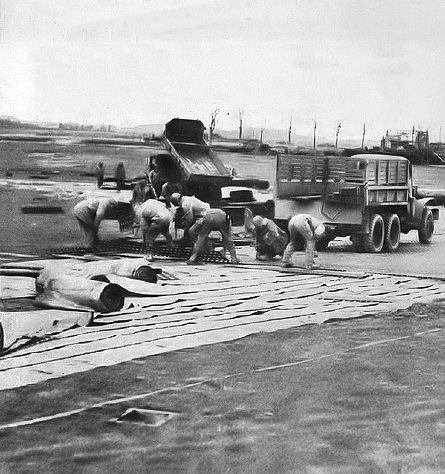
Une équipe du génie du IX Engineering Command met en place une piste en PSP

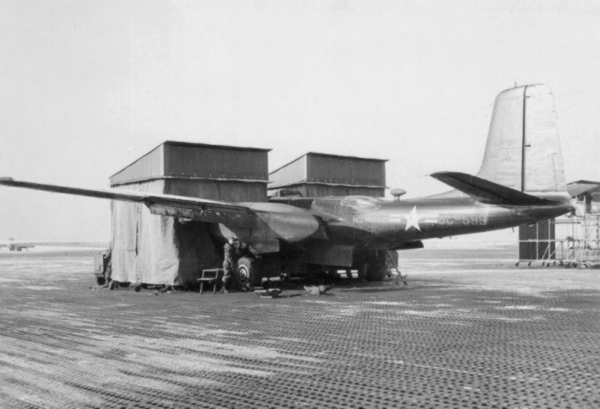
RB-26C du 117th TRW sur les PSP de la base de Toul

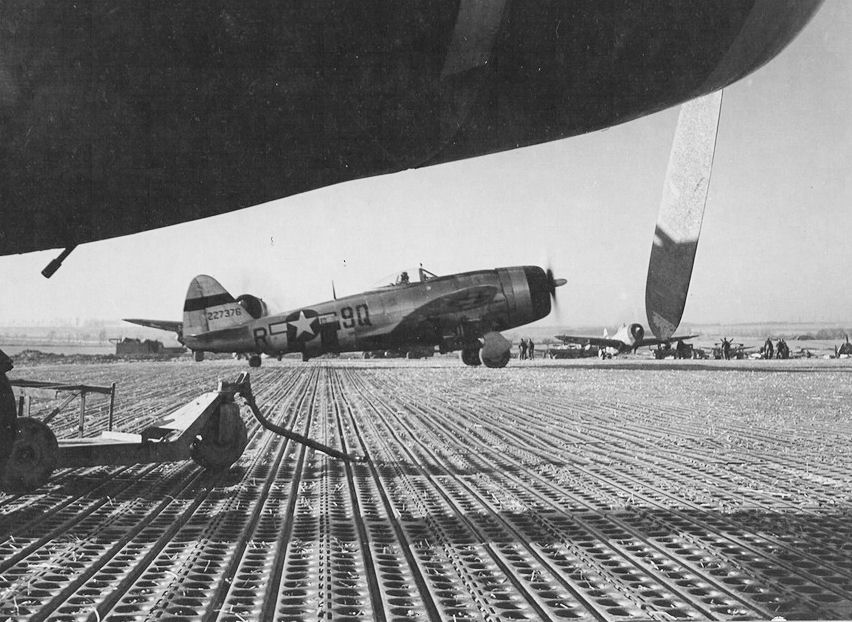
P-47D du 404th Fighter Squadron / 371st Fighter Group sur le terrain Y-1 de Tantonville en janvier 1945

Les plaques en acier perforées ou Pierced Steel Planking (PSP) sont des plaques métalliques standardisées développées aux États-Unis peu avant la Seconde Guerre mondiale.
Elles sont aussi connues sous le nom de Marston Mat en référence à Marston en Caroline du Sud près du Camp Mackall où elles furent utilisées pour la première fois.

## Seconde Guerre mondiale
Les plaques PSP étaient utilisées pour construire rapidement les nombreux terrains utilisés par les forces aériennes américaines sur tous les théâtres d'opération de la Seconde Guerre mondiale. Elles ont été utilisées pour la première fois en 1941.
Les plaques PSP ont été utilisées de façon intensive pour la construction des nombreux aérodromes après le débarquement en Normandie. Le premier appareil à atterrir sur le premier de ces aérodromes fut un C-47 de ravitaillement.
Les plaques PSP étaient principalement utilisées pour stabiliser des surfaces sommaires, et créer des voies de circulations (taxiways), des pistes d aérodromes ou des routes.
Chaque PSP a une dimension d'environ 1 mètre carré, soit 3,05 mètres par 38 centimètres et un poids moyen de 27 kg.
Afin de créer une piste de 1 500 mètres de long par 50 mètres de large, il fallait environ 75 000 PSP, ce qui représente un volume à acheminer de 990 mètres cubes et un poids moyen de 2 000 tonnes.
Une piste de cette taille pouvait être mise en œuvre en 175 heures avec 100 hommes non-entrainés à l'exercice.
Dans l'armée française, le rendement moyen est de 100 mètres carrés de plaques PSP par homme et par jour, pour les troupes du Génie. 
Elles doivent être posées perpendiculairement à l'axe de roulement pour les véhicules routiers, et parallèlement pour la création de pistes d'aérodromes.

## Dans les arts
- Dans Vol 714 pour Sydney, l'avion abord duquel se trouve Tintin atterrit sur une piste sommaire constituée de plaques grisâtres, démontées immédiatement après. Les dimensions diffèrent puisque deux hommes devant et derrière sont nécessaires au déplacement.